# 中山街街道
中山街街道，是中华人民共和国陕西省汉中市汉台区下辖的一个乡镇级行政单位。

## 行政区划
中山街街道下辖以下地区：
钟楼社区、将坛路社区、风景路社区、汉台社区、饮马池社区、建国村和过街楼村。